# Wedige von der Schulenburg
Joachim Albrecht Ludolf Wedige von der Schulenburg (* 14. August 1896 in Beetzendorf; † 13. April 1977 in Eutin) war ein deutscher Offizier sowie Adjutant des Reichspräsidenten Paul von Hindenburg.

## Leben und Wirken

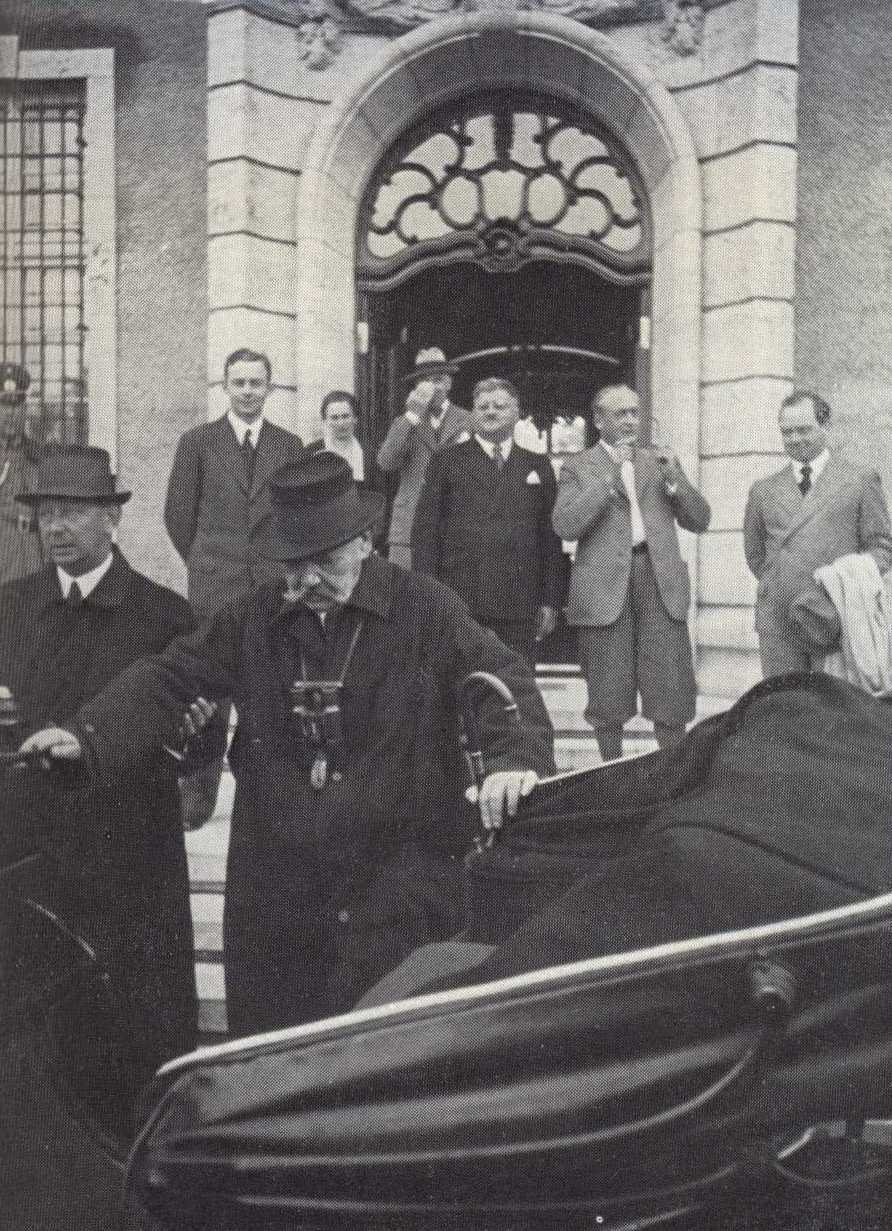
Wedige von der Schulenburg (ganz links im Hintergrund, in Uniform) beobachtet Paul von Hindenburg Anfang 1934 beim Verlassen von Gut Neudeck. Außerdem im Bild (von links nach rechts): F. G. von Tschirschky (Adjutant Papens), F. von Papen, O. Meissner, Staatssekretär Riedel, Staatssekretär Körner. Ganz im Hintergrund: Hindenburgs Schwiegertochter Margarete. Im Vordergrund neben Hindenburg sein Sohn Oskar.

Wedige von der Schulenburg wurde 1896 als Sohn des preußischen Landrates und Herrenhausmitglieds Werner von der Schulenburg (1841–1913) geboren. Ferner war er entfernt mit der Familie von Hindenburg verwandt.
Anlässlich des Ausbruchs des Ersten Weltkriegs im August 1914 trat Schulenburg in das 2. Großherzoglich Mecklenburgische Dragoner-Regiment Nr. 18 in Parchim ein. Während der Schlacht um Wilna im September 1915 geriet er zusammen mit dem Rest seiner Eskadron in russische Kriegsgefangenschaft, in der er bis zum Kriegsende verblieb. Nach seiner Entlassung im Jahr 1919 kehrte Schulenburg zu seinem alten Regiment zurück. Im selben Jahr schloss er sich einem freiwilligen Dragonerregiment an. 1920 wurde er in die Reichswehr übernommen.

### Adjutant des Reichspräsidenten
Am 23. November 1925 wurde von Schulenburg zum 2. militärischen Adjutanten des einige Monate zuvor zum Reichspräsidenten gewählten ehemaligen preußischen Generalfeldmarschalls Paul von Hindenburg berufen. In dieser Eigenschaft oblag es ihm, zusammen mit dem 1. militärischen Adjutanten, Oskar von Hindenburg, die Verbindung des Reichspräsidenten zur Reichswehrführung aufrechtzuerhalten. Diese Stellung sollte Schulenburg knapp achteinhalb Jahre lang, bis zum Tod Hindenburgs im August 1934 ausüben. Da Hindenburgs Sohn mit der Zeit in der Praxis zu einer Art persönlichen Assistenten des Präsidenten wurde, wurde von Schulenburg schließlich das faktische Bindeglied zwischen dem Staatsoberhaupt und dem Reichswehrministerium in der Bendlerstraße.
Von Schulenburgs praktische Aufgabe in der Zusammenarbeit mit Hindenburg bestand darin, diesen über die wichtigen Entwicklungen und Ereignisse in der Armee zu unterrichten sowie Anfragen und Anweisungen des Präsidenten an das Reichswehrministerium und an hohe Truppenkommandeure zu übermitteln bzw. Anfragen und Ersuchen von diesen dem Präsidenten mitzuteilen. Durch seine unmittelbare Nähe zum Staatsoberhaupt in den Jahren 1925 bis 1934 wurde Schulenburg Augenzeuge zahlreicher bedeutender politischer Ereignisse während der Hindenburg-Präsidentschaft, insbesondere auch der dramatischen Ereignisse der Krisenjahre 1931 bis 1934. Schulenburgs, bislang ungedruckt gebliebene, jedoch verschiedentlich in historischen Werken zitierte Lebenserinnerungen erlauben einen seltenen intimen Einblick in das Denken und das persönliche Umfeld Hindenburgs in den Jahren der Präsidialkabinette und der Frühzeit der NS-Diktatur. So überlieferte Schulenburg in einer Tagebuchnotiz vom 14. August 1932 Hindenburgs Auffassung, dass eine Ernennung Adolf Hitlers zum Reichskanzler für ihn nicht in Frage käme, da er „doch nicht das Reich Kaiser Wilhelms und Bismarcks einem böhmischen Gefreiten anvertrauen“ könne. 1930 wurde Schulenburg zum Rittmeister befördert.
Brüning bezeichnet ihn als den geheimen Informanten, der die Leitung der NSDAP über die Besprechungen beim Reichspräsidenten detailliert unterrichtete. Von nicht abzusehender politischer Folgenschwere war Schulenburgs Praxis, den greisen Reichspräsidenten Hindenburg nach seinem Rückzug auf sein ostpreußisches Gut Neudeck Anfang Juni 1934 für seine restlichen Lebenswochen vollkommen von der Außenwelt abzuschotten und nicht einmal enge Freunde und konservative Politiker zu ihm vorzulassen. Ein Ergebnis dieser Maßnahme war, dass die Versuche von Politikern wie Franz von Papen, beim Präsidenten vorzusprechen, um diesen über die brenzlige Lage, die sich im Reich in der Sommerkrise von 1934 ergeben hatte, zu unterrichten und ihn dazu zu veranlassen, die ihm als Staatsoberhaupt zukommende Kommandogewalt über die Reichswehr zu nutzen, um die Errichtung der NS-Diktatur „in letzter Minute“ (bevor mit dem absehbaren Tod Hindenburgs das letzte Hindernis zwischen Hitler und der totalen Macht verschwunden war) zu verhindern, daran scheiterten, dass ihnen der Zugang zu Hindenburg verweigert wurde. Am 2. Juli 1934, auf dem Höhepunkt der Röhm-Affäre, verweigerte Schulenburg dem Adjutanten von Franz von Papen Wilhelm Freiherr von Ketteler, der Hindenburg über die wahren Hintergründe des Mordgeschehens aufklären und das Staatsoberhaupt dazu bringen wollte, dem Morden mit Hilfe der Reichswehr ein Ende zu machen, den Zugang zum Reichspräsidenten. Immerhin konnte Ketteler Schulenburg dazu bewegen, ihn auf dem Gut von Hindenburgs Nachbar Elard von Oldenburg-Januschau aufzusuchen, wo er ihn über die Verhaftung von Papen informierte. Nachdem Schulenburg Hindenburg diese Meldung hinterbracht hatte, ließ er den Reichswehrminister Werner von Blomberg telefonisch befehlen, für die sofortige Freilassung des unter Hausarrest stehenden Papens zu sorgen und ihm ausrichten, dass er, Blomberg ihm dafür mit seinem Kopf hafte. Der Hausarrest wurde noch am selben Abend aufgehoben.
Bereits im April 1934 hatte Schulenburg einen von Papen entworfenen Entwurf für das Testament Hindenburgs – nach einigen Änderungen durch von Hindenburg – in Reinschrift übertragen.

### Militärische Laufbahn
1934 heiratete Schulenburg Christa von Bandemer, eine Tochter des preußischen Majors von Bandemer. Aus dieser Ehe gingen ein Sohn und eine Tochter hervor.
Am 1. Januar 1938 übernahm Schulenburg im Range eines Majors das Kommando über das Kradschützenbataillon 1, das er bis zum März 1940 führte. Ab 1939 nahm er – nunmehr im Range eines Oberstleutnants – am Zweiten Weltkrieg teil. Im März 1940 wurde Schulenburg IIa (Adjutant) im Stab des XVI. Armeekorps unter General der Kavallerie (später Generaloberst) Erich Hoepner, das 1941 zur Panzergruppe 4 umgegliedert und 1942 in 4. Panzerarmee umbenannt wurde. Im November 1941 wurde er zum Oberst befördert. Aufgrund einer Herzkrankheit im Februar 1943 in die Führerreserve versetzt, diente Schulenburg von November 1943 bis kurz vor Kriegsende als Adjutant des Wehrkreiskommandos XXI in Posen.

### Nachkriegszeit
Bei Kriegsende geriet Schulenburg in britische Kriegsgefangenschaft. In der Nachkriegszeit leitete er eine Siedlung, die 1957 von der Gutehoffnungshütte übernommen wurde. In den folgenden Jahren führte er eine Kurpension.
Nach zweijährigem Wohnsitz in Thal bei Pyrmont in den Jahren 1968 bis 1970 siedelte Schulenburg 1970 nach Eutin über, als seine Nichte Margarethe von der Schulenburg dort die Leitung des Ruhesitzes Wilhelmshöhe bei Eutin übernahm.
Schulenburgs Nachlass wird heute im Bundesarchiv-Militärarchiv in Freiburg aufbewahrt. Er enthält im Wesentlichen Unterlagen über die Jahre 1922 bis 1949.
Der CDU-Politiker und Bremer Bürgerschaftsabgeordnete Wedige von der Schulenburg war sein Sohn.

## Schriften
- BArch N 5061
  - Erinnerungen. ungedruckt, Bundesarchiv-Militärarchiv